# Albuca adlami
Albuca adlami är en sparrisväxtart som beskrevs av John Gilbert Baker. Albuca adlami ingår i släktet Albuca och familjen sparrisväxter. Inga underarter finns listade i Catalogue of Life.